# Brodribb River
Brodribb River är ett vattendrag i Australien. Det ligger i delstaten Victoria, omkring 310 kilometer öster om delstatshuvudstaden Melbourne.
Genomsnittlig årsnederbörd är 1 273 millimeter. Den regnigaste månaden är juni, med i genomsnitt 241 mm nederbörd, och den torraste är juli, med 59 mm nederbörd.